# Credé/Düwag 4EGTW
Credé/Düwag 4EGTW je typ tramvaje vyráběné v letech 1955–1958 společností Credé s použitím hotových dílů ze závodu Düwag v německém Düsseldorfu. Tento typ byl dodán výhradně provozovateli kasselské tramvajové sítě v počtu 29 kusů.

## Konstrukce

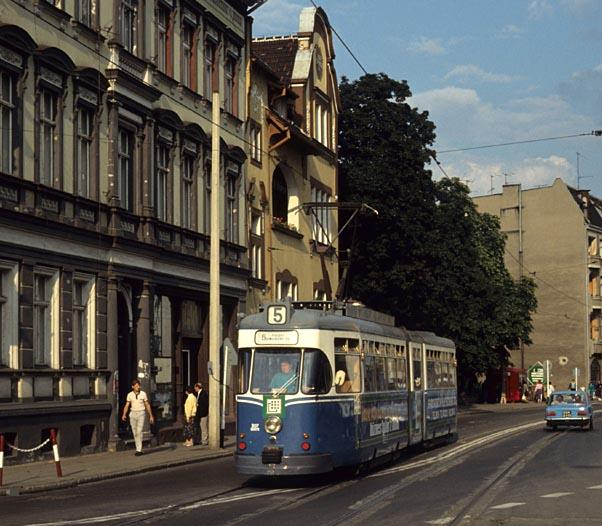
Gorzówská tramvaj 4EGTW v roce 1999

4EGTW jsou jednosměrné čtyřnápravové vysokopodlažní motorové tramvajové vozy. Vozidlo se skládá ze tří článků, které jsou navzájem spojeny klouby. První podvozek je hnací, druhý je běžný (bezmotorový). V prvním podvozku se nachází dva trakční motory (každý pohání jednu nápravu). V krajních článcích se nacházejí na pravé straně jedny čtyřkřídlé elektricky poháněné skládací dveře, ve střední článku dvě. Horní část oken je posuvná. Kabina řidiče se nachází v jednom čele vozidla, v zadním čele se nachází pouze malý manipulační panel. Elektrický proud je odebírán z trolejového vedení pantografem na předním článku. Napájecí napětí pro výzbroj činilo 600 V stejnosměrných. Na čele měla tramvaj typu 4EGTW jen jeden světlomet.

## Dodávky tramvají
| Současný stát | Město  | Článek | Typ   | Roky dodávek | Počet vozů | Evidenční čísla | Zdroj |
| ------------- | ------ | ------ | ----- | ------------ | ---------- | --------------- | ----- |
| Německo       | Kassel | článek | 4EGTW | 1955–1958    | 29         |                 | [ 1 ] |

## Provoz
Vozy 4EGTW dojezdily v Kasselu v roce 1990. V letech 1990–1991 došlo k odprodeji 10 tramvají do Gorzówa Wielkopolského (vozy ev. č. 261, 264, 266, 268, 270, 275–279). Tramvaje obdržely č. 201–208, přičemž devátý vůz nikdy nebyl v provozu s cestujícími, a jedna tramvaj po nehodě byla sešrotovaná a nahrazená desátou tramvají, původně určenou pro náhradní díly. Vozy 4EGTW se udržely v provozu až do konce 90. let. Vůz č. 205 byl roku 2000 prodán do hlavního města Polska Varšavy, kde stojí pod širým nebem v posledním provozním stavu a čeká na rekonstrukci.